# Міно-Оварійська рівнина
Мі́но-Оварі́йська рівни́на (яп. 濃尾平野, のうびへいや, МФА: [noːbi heːja]) — алювіальна рівнина в Японії, в центрі острова Хонсю. Розташована на межі префектур Ґіфу й Айті. Назва за іменем колишніх провінцій Міно (濃) й Оварі (尾). Займає території середньої і нижньої течії річок Кісо, Наґара, Ібі та інших. Політично-економічний та соціально-культурний центр — місто Наґоя. Інші назви — рівнина Міно-Оварі, рівнина Нобі.